# Rimularia austrolimborina
Rimularia austrolimborina är en lavart som beskrevs av Coppins & Fryday. Rimularia austrolimborina ingår i släktet Rimularia och familjen Trapeliaceae.   Inga underarter finns listade i Catalogue of Life.